# سی لحن باربد
سی لحن باربد یکی از ترتیب‌های اجرای آهنگ‌ها در موسیقی قدیم ایران بوده که ایجادش را به باربد، موسیقی‌دان دورهٔ ساسانیان نسبت می‌دهند.

## نام‌ها
سی لحن را نظامی گنجوی در منظومهٔ خسرو و شیرین نام برده‌ است؛ همچنین در برهان قاطع نیز نام آن‌ها آمده‌ است. داریوش صفوت، نام آن‌ها را به این شکل و ترتیب آورده‌ است:
1. گنج بادآورد
2. گنج گاو
3. گنج سوخته
4. شادُروان مروارید
5. تخت طاقدیس
6. ناقوسی
7. اورنگی
8. حقه کاووس
9. ماه بر کوهان
10. مشک‌دانه
11. آرایش خورشید
12. نیمروز
13. سبز در سبز
14. قفل رومی
15. سروستان
16. سروِ سهی
17. نوشین‌باده (نوش‌باده)
18. رامش جان
19. سازِ نوروز
20. مشکویه
21. مهرگانی
22. مُروای نیک
23. راه شبدیز
24. شب فرخ
25. فرخ روز
26. غنجه کبک‌ دری
27. نخجیرگان
28. کین سیاوش
29. کین ایرج
30. باغ شیرین

### ریشهٔ نام‌ها
برای نام برخی از این سی لحن ریشه‌هایی ذکر شده‌ است:
- گنج بادآورد: به نقل از برهان قاطع، اشاره به گنجی دارد که خسرو پرویز در یکی از جنگ‌هایش به چنگ آورد، زمانی که باد کشتی‌هایی که قیصر روم در آن پناه گرفته بود را به سمت سپاهیان خسرو پرویز راند.
- گنج گاو: به نقل از برهان قاطع، گنجی است که توسط بهرام گور کشف شد، به این شرح که یک دهقان در زمان آبیاری زمین به سوراخی رسید که همهٔ آب‌ها به درونش می‌رفت و ندایی از درون آن بیرون می‌آمد و وقتی خبر به بهرام رسید دستور داد آن سوراخ را کندند و به عمارتی عالی رسیدند که در آن دو گاو زرین نیز بود.
- شادروان مروارید: نام اولیه‌اش شادًروان بود، چرا که در شادروان (به معنی ایوانِ سلطان) ساخته شده بود. روزی باربد آن را برای خسرو پرویز می‌نوازد که این چنان پادشاه را مسرور می‌کند که وی به باربد یک طبق مروارید هدیه می‌دهد و از آن زمان نام این لحن به شادروان مروارید تغییر می‌کند.
- تخت طاقدیس: اشاره به تختی چند طبقه دارد که از فریدون به خسرو پرویز رسیده بوده‌ است.
- ناقوسی و اورنگی: نام آن وجه تمثیلی دارد به این معنا که وقتی باربد این الحان را می‌نواخته اورنگ (تخت) پادشاه همچون ناقوس به جنبش در می‌آمده‌ است.
- مشک‌دانه: نام یکی کنیزان شیرین بوده‌ است.
- مهرگانی: برای بزرگداشت مهرگان ساخته شده‌ است. منوچهری دامغانی از آن با نام مهرگانی بزرگ و کوچک یاد کرده که ممکن است ریشهٔ نام مقام‌های بزرگ و کوچک باشد.
- راه شبدیز: شبدیز نام اسب مورد علاقهٔ خسرو پرویز بوده‌ است. زمانی که این اسب پیر شد و نهایتاً درگذشت، از باربد خواستند که با ساز خود این خبر را به شاه برساند.
- کین سیاوش: در سوگ سیاوش سروده شده‌ است.
- باغ شیرین: خسرو پرویز به شیرین وعده داده بوده که برای وی کاخی بسازد که در جویهای آن شراب روان باشد اما او این وعدهٔ خود را فراموش می‌کند. شیرین باربد را مأمور می‌کند که این وعدهٔ خسرو پرویز را به وی یادآوری کند و باربد با ساختن و اجرای این لحن وظیفه‌اش را انجام می‌دهد.